# Wayne County (Nebraska)
Wayne County ist ein County im Bundesstaat Nebraska der Vereinigten Staaten. Der Verwaltungssitz (County Seat) ist Wayne.

## Geographie
Das County liegt im Nordosten von Nebraska und hat eine Fläche von 1149 Quadratkilometern ohne nennenswerte Wasserfläche. Es grenzt im Uhrzeigersinn an folgende Countys: Dixon County, Thurston County, Cuming County, Stanton County, Pierce County und Cedar County.

## Geschichte
Wayne County wurde 1867 gebildet. Benannt wurde es nach General Anthony Wayne.
Fünf Bauwerke und Stätten des Countys sind insgesamt im National Register of Historic Places eingetragen (Stand 13. Februar 2018).

## Demografische Daten

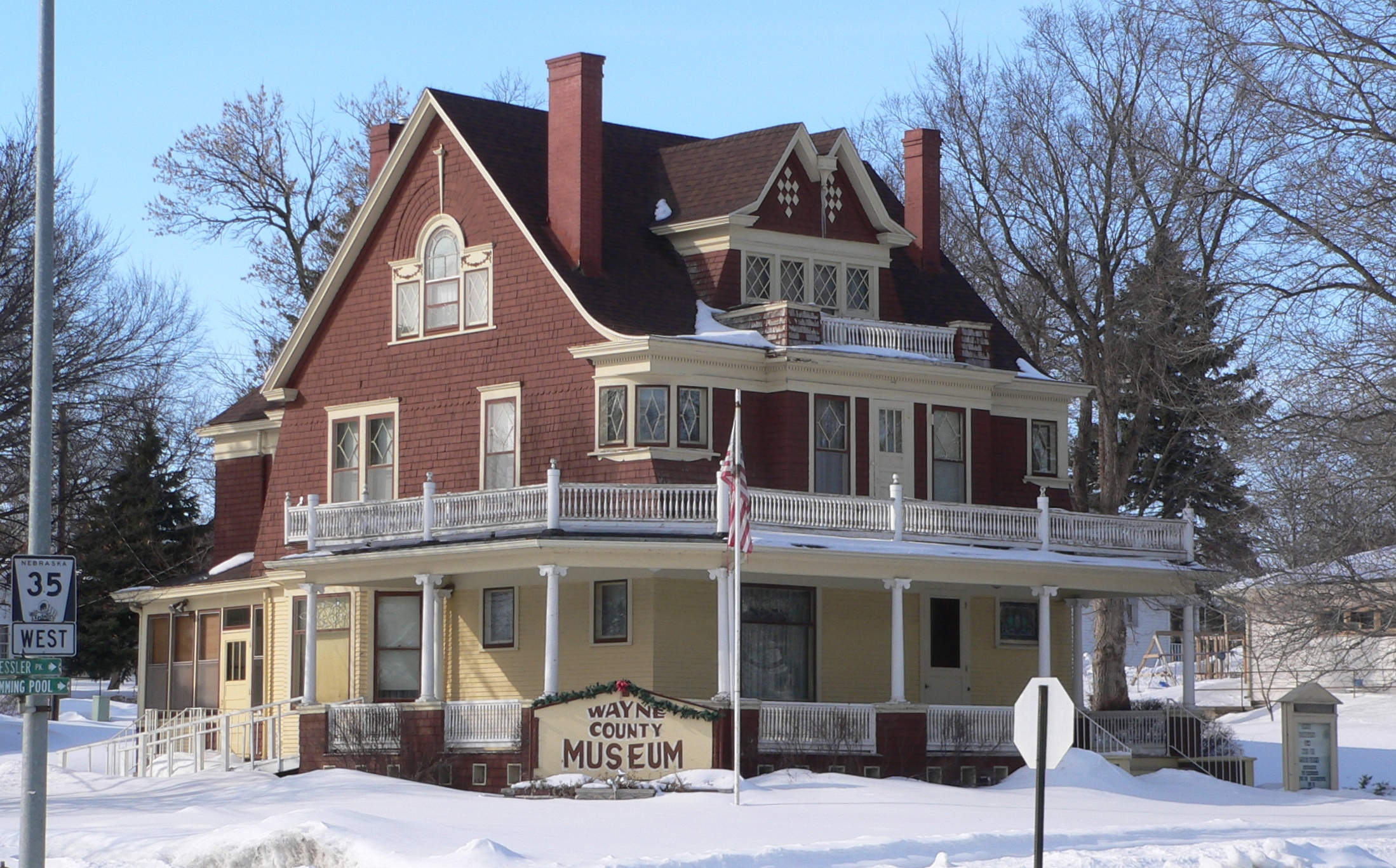
Dr. W. C. Wightman House, gelistet im NRHP Nr. 78001717

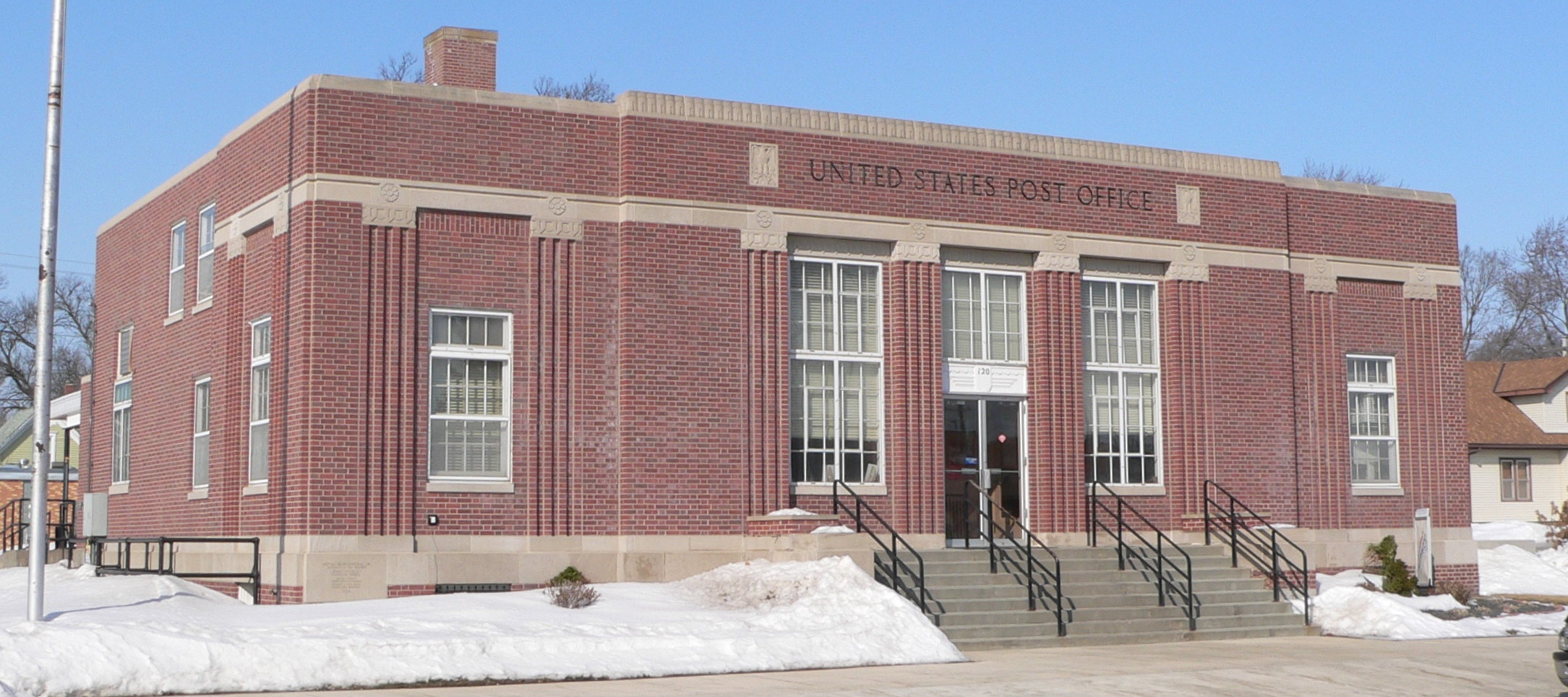
Wayne United States Post Office, gelistet im NRHP Nr. 07001325

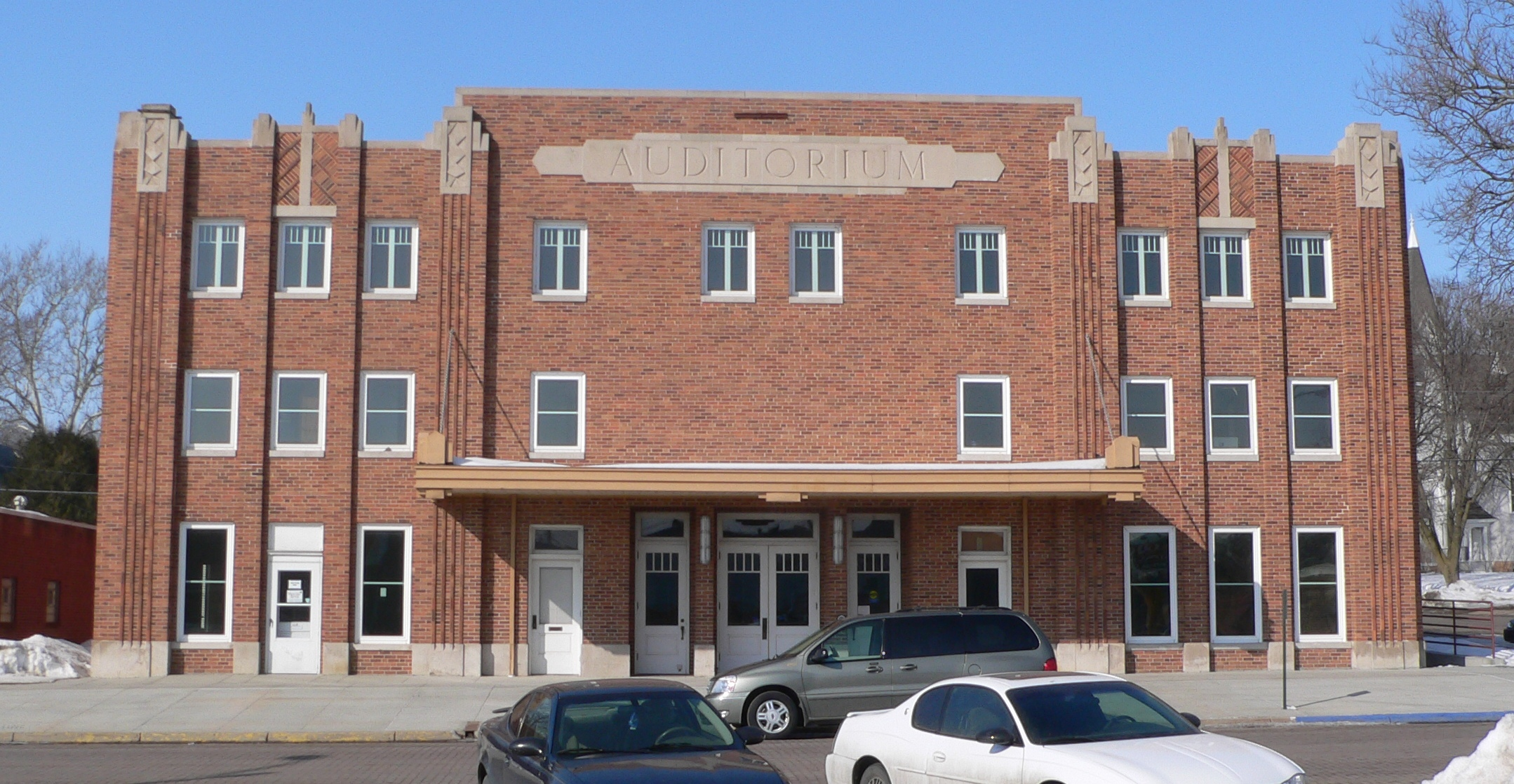
Wayne Municipal Auditorium, gelistet im NRHP Nr. 02000273

Nach der Volkszählung im Jahr 2000 lebten im Wayne County 9851 Menschen. Davon wohnten 1225 Personen in Sammelunterkünften, die anderen Einwohner lebten in 3437 Haushalten und 2206 Familien. Die Bevölkerungsdichte betrug 9 Einwohner pro Quadratkilometer. Ethnisch betrachtet setzte sich die Bevölkerung zusammen aus 96,78 Prozent Weißen, 0,94 Prozent Afroamerikanern, 0,35 Prozent amerikanischen Ureinwohnern, 0,35 Prozent Asiaten, 0,01 Prozent Bewohnern aus dem pazifischen Inselraum und 0,85 Prozent aus anderen ethnischen Gruppen; 0,72 Prozent stammten von zwei oder mehr Ethnien ab. 1,48 Prozent der Bevölkerung waren spanischer oder lateinamerikanischer Abstammung.
Von den 3437 Haushalten hatten 30,5 Prozent Kinder und Jugendliche unter 18 Jahre, die bei ihnen lebten. 56,2 Prozent waren verheiratete, zusammenlebende Paare, 5,4 Prozent waren allein erziehende Mütter, 35,8 Prozent waren keine Familien, 25,1 Prozent waren Singlehaushalte und in 10,6 Prozent lebten Menschen im Alter von 65 Jahren oder darüber. Die Durchschnittshaushaltsgröße betrug 2,51 und die durchschnittliche Familiengröße lag bei 3,02 Personen.
Auf das gesamte County bezogen setzte sich die Bevölkerung zusammen aus 21,6 Prozent Einwohnern unter 18 Jahren, 25,4 Prozent zwischen 18 und 24 Jahren, 21,2 Prozent zwischen 25 und 44 Jahren, 18,0 Prozent zwischen 45 und 64 Jahren und 13,7 Prozent waren 65 Jahre alt oder darüber. Das Durchschnittsalter betrug 28 Jahre. Auf 100 weibliche Personen kamen 92,3 männliche Personen. Auf 100 Frauen im Alter von 18 Jahren oder darüber kamen statistisch 92,3 Männer.
Das jährliche Durchschnittseinkommen eines Haushalts betrug 32.366 USD, das Durchschnittseinkommen der Familien betrug 43.840 USD. Männer hatten ein Durchschnittseinkommen von 27.848 USD, Frauen 20.376 USD. Das Prokopfeinkommen betrug 14.644 USD. 7,4 Prozent der Familien und 14,5 Prozent der Bevölkerung lebten unterhalb der Armutsgrenze. Darunter waren 10,6 Prozent Kinder und Jugendliche unter 18 Jahre und 7,2 Prozent Personen ab 65 Jahren.

## Orte im County
- Altona
- Carroll
- Hoskins
- Sholes
- Wakefield
- Wayne
- Winside